# Calle de Jenner
La calle de Jenner es una vía pública de la ciudad española de Madrid, situada en el barrio de Almagro, distrito de Chamberí.

## Descripción
La vía discurre desde la calle de Almagro, donde entronca con la del General Arrando, hasta el paseo de la Castellana. Honra con el título al médico y científico inglés Edward Jenner (1749-1823), que desarrolló la primera vacuna contra la viruela. Aparece descrita en Las calles de Madrid (1889) de Hilario Peñasco de la Puente y Carlos Cambronero con las siguientes palabras:

Jenner. Esta calle va desde la de Santa Engracia al Paseo de la Castellana. Es de apertura moderna. Eduardo Jenner nació en Inglaterra en 1749. Dedicóse al estudio de la medicina y de las ciencias naturales. Descubrió en 1776 el procedimiento de la vacuna para precaver la viruela, y el Parlamento inglés le dió un premio de 30.000 libras esterlinas (150.000 duros). Murió en 1823.
(Peñasco de la Puente y Cambronero, 1889, pp. 275-276)